# Ballersdorf
Pour les articles homonymes, voir Ballersdorf (Cadolzburg) et Ballersdorf (Rohrenfels).
Ballersdorf est une commune française située dans l'aire d'attraction de Mulhouse et faisant partie de la collectivité européenne d'Alsace (circonscription administrative du Haut-Rhin), en région Grand Est.
Cette commune se trouve dans la région historique et culturelle d'Alsace.
Ballersdorf fut le lieu du massacre de Ballersdorf.
Ses habitants sont appelés les Badricourtois et les Badricourtoises.

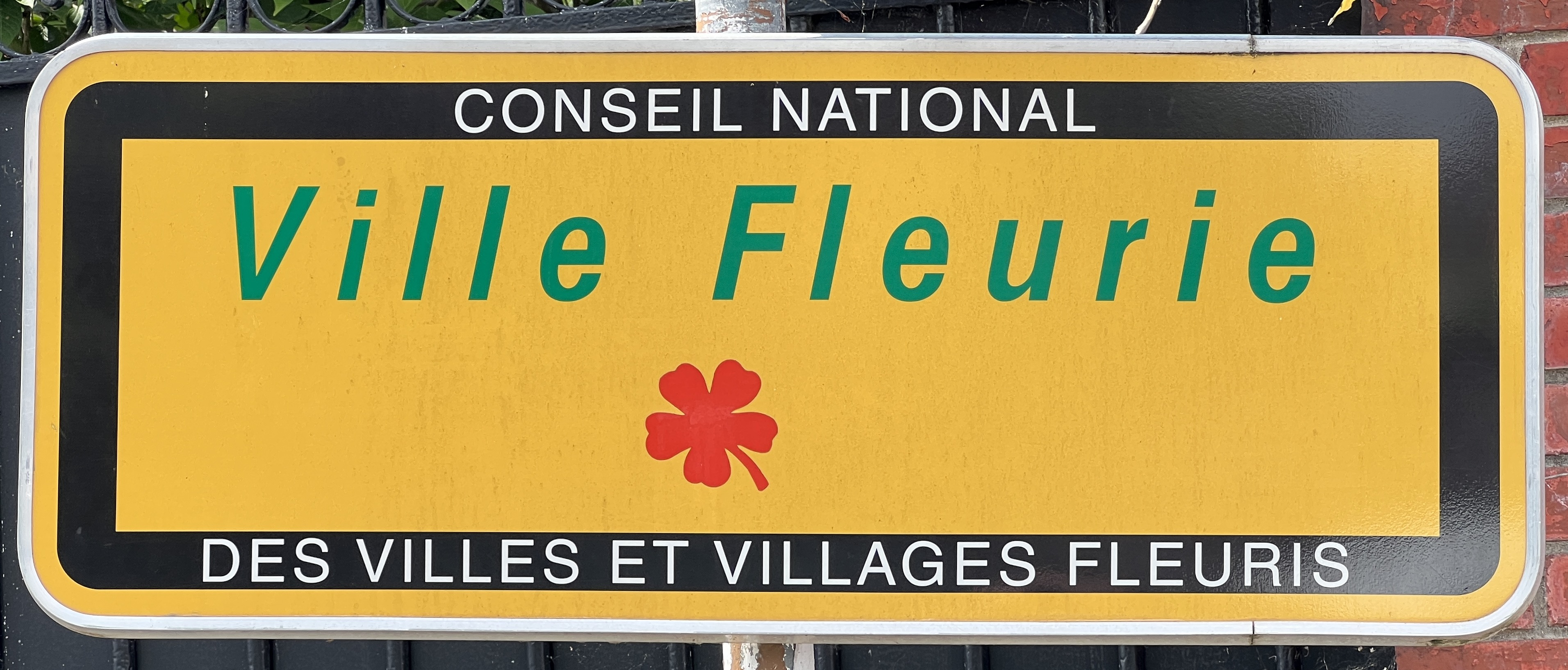
La récompense "Ville Fleurie", également connue sous le nom de "Villes et Villages fleuris, anciennement appelée concours, a été créée en 1959 en France pour promouvoir le fleurissement, l'environnement de vie et les espaces verts.

## Géographie

### Localisation
| Gommersdorf  | Hagenbach   |          |
| Dannemarie   | Ballersdorf | Carspach |
| Saint-Ulrich | Fulleren    |          |

### Hydrographie

#### Réseau hydrographique
La commune est dans le bassin versant du Rhin au sein du bassin Rhin-Meuse. Elle est drainée par le ruisseau de Ballersdorf, le ruisseau de l'Étang d'Altenach, le ruisseau de l'Étang Denzerweiher, le Barrenweg et le Zipfelgraben,,.

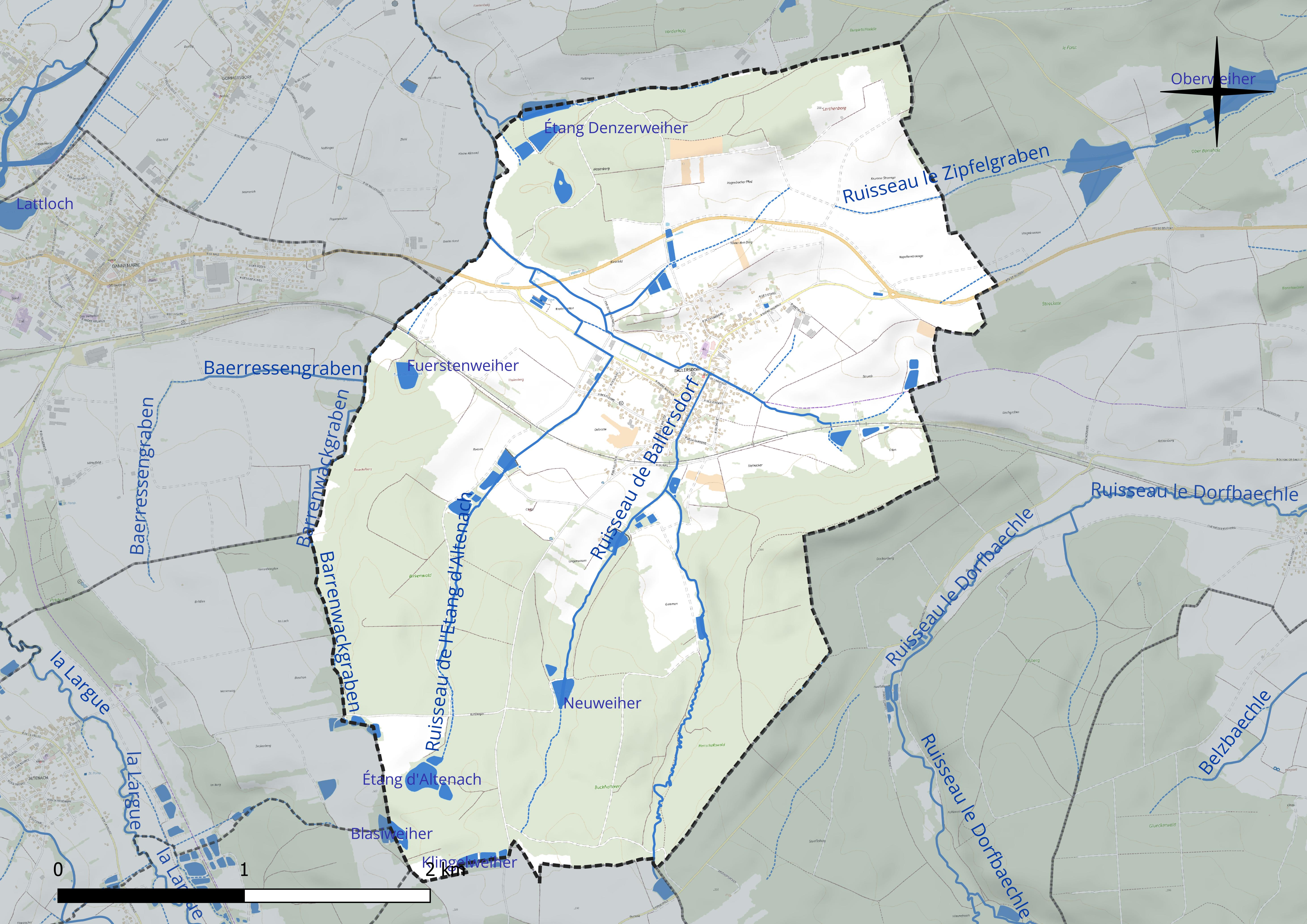
Réseau hydrographique de Ballersdorf.

Six plans d'eau complètent le réseau hydrographique : Blasiweiher, d'une superficie totale de 1,6 ha (0,7 ha sur la commune), Fuerstenweiher (1,3 ha), Klingelweiher, d'une superficie totale de 1,1 ha (0,7 ha sur la commune), l'étang d'Altenach (2,8 ha), l'étang Denzerweiher (1,1 ha) et Neuweiher (1,2 ha),.

#### Gestion et qualité des eaux
Le territoire communal est couvert par le schéma d'aménagement et de gestion des eaux (SAGE) « Largue ». Ce document de planification concerne le bassin versant de la Largue et une zone située à l'ouest du périmètre (la région de Montreux). Ce territoire s'étend sur 385 km2. Le périmètre a été arrêté le 4 mars 1996 et le SAGE proprement dit a été approuvé le 24 septembre 1999 puis révisé le 17 mai 2016. La structure porteuse de l'élaboration et de la mise en œuvre est le Syndicat mixte pour l'aménagement et la renaturation du bassin versant de la Largue et du secteur de Montreux, qui a évolué en Epage le 1er janvier 2018, sous le nom de Epage Largue. 
La qualité des cours d’eau peut être consultée sur un site dédié géré par les agences de l’eau et l’Agence française pour la biodiversité. 

### Climat
Pour des articles plus généraux, voir Climat du Grand Est et Climat du Haut-Rhin.
En 2010, le climat de la commune est de type climat des marges montargnardes, selon une étude du Centre national de la recherche scientifique s'appuyant sur une série de données couvrant la période 1971-2000. En 2020, Météo-France publie une typologie des climats de la France métropolitaine dans laquelle la commune est exposée à un climat semi-continental et est dans la région climatique  Vosges, caractérisée par une pluviométrie très élevée (1 500 à 2 000 mm/an) en toutes saisons et un hiver rude (moins de 1 °C). 
Pour la période 1971-2000, la température annuelle moyenne est de 10 °C, avec une amplitude thermique annuelle de 17,8 °C. Le cumul annuel moyen de précipitations est de 879 mm, avec 9,9 jours de précipitations en janvier et 9,9 jours en juillet. Pour la période 1991-2020, la température moyenne annuelle observée sur la station météorologique de Météo-France la plus proche, « Carspach », sur la commune de Carspach à 4 km à vol d'oiseau, est de 11,0 °C et le cumul annuel moyen de précipitations est de 827,7 mm. 
La température maximale relevée sur cette station est de 38,1 °C, atteinte le 4 août 2022 ; la température minimale est de −17,7 °C, atteinte le 5 février 2012,,. 
Les paramètres climatiques de la commune ont été estimés pour le milieu du siècle (2041-2070) selon différents scénarios d'émission de gaz à effet de serre à partir des nouvelles projections climatiques de référence DRIAS-2020. Ils sont consultables sur un site dédié publié par Météo-France en novembre 2022.

## Urbanisme

### Typologie
Au 1er janvier 2024, Ballersdorf est catégorisée bourg rural, selon la nouvelle grille communale de densité à sept niveaux définie par l'Insee en 2022.
Elle est située hors unité urbaine. Par ailleurs la commune fait partie de l'aire d'attraction de Mulhouse, dont elle est une commune de la couronne,. Cette aire, qui regroupe 132 communes, est catégorisée dans les aires de 200 000 à moins de 700 000 habitants,.

### Occupation des sols
L'occupation des sols de la commune, telle qu'elle ressort de la base de données européenne d’occupation biophysique des sols Corine Land Cover (CLC), est marquée par l'importance des forêts et milieux semi-naturels (50,4 % en 2018), une proportion identique à celle de 1990 (50,4 %). La répartition détaillée en 2018 est la suivante : 
forêts (50,4 %), terres arables (25,5 %), zones agricoles hétérogènes (19,4 %), zones urbanisées (4,3 %), prairies (0,5 %). L'évolution de l’occupation des sols de la commune et de ses infrastructures peut être observée sur les différentes représentations cartographiques du territoire : la carte de Cassini (XVIIIe siècle), la carte d'état-major (1820-1866) et les cartes ou photos aériennes de l'IGN pour la période actuelle (1950 à aujourd'hui).

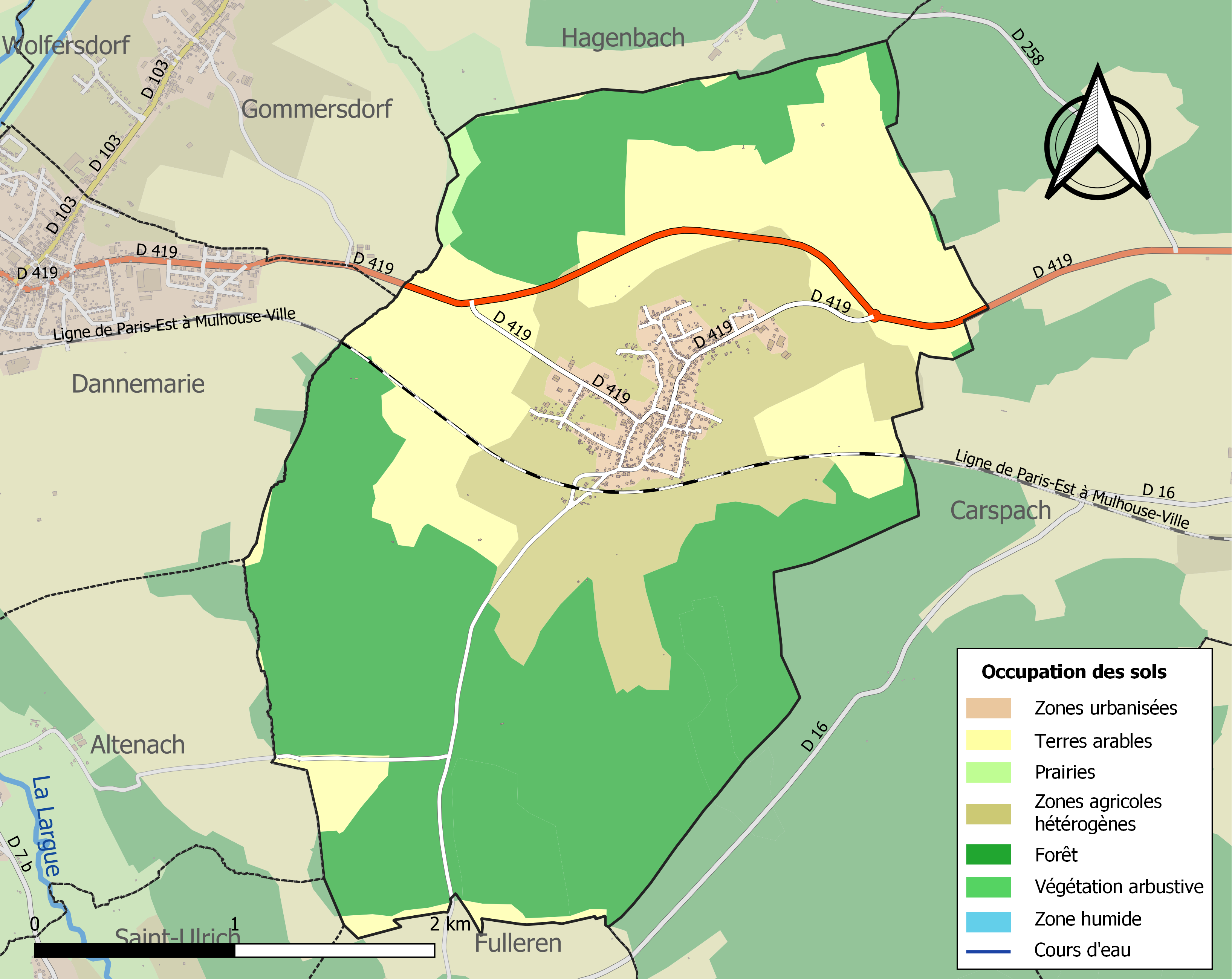
Carte des infrastructures et de l'occupation des sols de la commune en 2018 (CLC).

## Toponymie
- 823 : Balderichsdorff
- 1188 : Badricort
- 1215 : Balerstorf
- 1325 : Balerdorf
- 1362 : Baldersdorf
- 1426 : Baldersdorff
- 1576 : Baltersdorff
- 1671 : Ballerstorff
- 1731 : Badricourt
- 1845 : Ballersdorff
- 1915 : Badricourt
- Le nom de Ballersdorf fut définitivement adopté en 1921.

## Histoire
L'origine du village est mal connue.
- 823 : première apparition de celui-ci sous la forme de Balderichsdorff sur un document (controversé).
- 1188 : un autre document (non contesté celui-là) mentionnerait l’existence du seigneur Johannes de Badricort.
- 1215 : un autre document mentionne le nom de Jordanus de Balerdstorff.
- 1342 : le nom de Pierre de Mettersdorf est également cité.
- 1365 : les deux villages, Mettersdorf et Baldersdorf, sont dévastés par les Anglais pendant la guerre de Cent Ans.
- 1375 : Mettersdorf et Ballersdorf sont incendiés.
- 1441 – 1576 : Mettersdorf disparait et son ban est donné à la commune de Ballersdorf.
- 1813 – 1815 : Ballersdorf subit d’énormes contraintes financières pour nourrir tour à tour la grande armée de Napoléon et l’armée de ses adversaires. Elle doit emprunter aux villages voisins pour payer les impôts exigés.
- 1870 – 1918 : le village n'est pas épargné par les 2 guerres consécutives contre l’Allemagne.
- 1943 : le 12 février, 18 hommes dont 12 Ballersdorfois incorporés de force décident de se soustraire à cette incorporation et sont arrêtés aussitôt dans la nuit. Trois d’entre eux seront tués, un seul s’échappera, les 14 autres seront jugés sommairement et 13 seront fusillés le 17 février 1943.
- 1944 : le 26 novembre, Ballersdorf est libéré.
- Massacre de Ballersdorf. Le 12 février 1943, fuyant l'incorporation de force dans la Wehrmacht, un groupe de 19 jeunes hommes originaires principalement de Ballersdorf tente de franchir la frontière avec la Suisse. Au cours de cette tentative, un gendarme allemand et trois réfractaires trouvent la mort. Le lendemain, le reste du groupe, à l'exception d'un qui arriva en Suisse, fut arrêté, puis fusillé dans les jours qui suivent. Les familles des réfractaires sont internées au camp de Schirmeck avant d'être déportées en Allemagne.

En mémoire des 16 fusillés de 1943, une des rues du village a été baptisée rue du 17 Février. La commune a été décorée, le 11 novembre 1948, de la Croix de guerre 1939-1945.

## Politique et administration

### Découpage territorial
La commune de Ballersdorf est membre de la communauté de communes Sud Alsace Largue, un établissement public de coopération intercommunale (EPCI) à fiscalité propre créé le 15 juin 2016 dont le siège est à Dannemarie. Ce dernier est par ailleurs membre d'autres groupements intercommunaux.
Sur le plan administratif, elle est rattachée à l'arrondissement d'Altkirch, à la circonscription administrative de l'État du Haut-Rhin, en tant que circonscription administrative de l'État, et à la région Grand Est. 
Sur le plan électoral, elle dépendait jusqu'en 2020 du  canton de Masevaux-Niederbruck pour l'élection des conseillers départementaux au sein du conseil départemental du Haut-Rhin. Depuis le 1er janvier 2021, elle dépend du même canton pour l'élection des conseillers d'Alsace au sein de la collectivité européenne d'Alsace.

### Liste des maires
| Période                                  | Période  | Identité          | Étiquette | Qualité     |
| ---------------------------------------- | -------- | ----------------- | --------- | ----------- |
| mars 2001                                | mai 2020 | Bernard Boloronus | DVD       | Retraité    |
| mai 2020                                 | En cours | Laurent Wiest     |           | Agriculteur |
| Les données manquantes sont à compléter. |          |                   |           |             |

### Finances locales
En 2015, les finances communales était constituées ainsi :
- total des produits de fonctionnement : 805 000 €, soit 960 € par habitant ;
- total des charges de fonctionnement : 500 000 €, soit 596 € par habitant ;
- total des ressources d’investissement : 1 544 000 €, soit 1 843 € par habitant ;
- total des emplois d’investissement : 2 143 000 €, soit 2 557 € par habitant ;
- endettement : 1 994 000 €, soit 2 379 € par habitant.

Avec les taux de fiscalité suivants :
- taxe d'habitation : 18,12 % ;
- taxe foncière sur le bâti : 13,52 % ;
- taxe foncière sur les propriétés non bâties : 57,04 % ;
- taxe additionnelle à la taxe foncière sur les propriétés non bâties : 50,60 % ;
- cotisation foncière des entreprises : 15,60 %.

## Population et société

### Démographie
L'évolution du nombre d'habitants est connue à travers les recensements de la population effectués dans la commune depuis 1793. Pour les communes de moins de 10 000 habitants, une enquête de recensement portant sur toute la population est réalisée tous les cinq ans, les populations de référence des années intermédiaires étant quant à elles estimées par interpolation ou extrapolation. Pour la commune, le premier recensement exhaustif entrant dans le cadre du nouveau dispositif a été réalisé en 2005.

En 2022, la commune comptait 815 habitants, en évolution de −0,85 % par rapport à 2016 (Haut-Rhin : +0,66 %, France hors Mayotte : +2,11 %).
| 1793 | 1800 | 1806 | 1821 | 1831 | 1836 | 1841 | 1846 | 1851 |
| ---- | ---- | ---- | ---- | ---- | ---- | ---- | ---- | ---- |
| 480  | 416  | 630  | 611  | 717  | 762  | 781  | 806  | 774  |

| 1856 | 1861 | 1866 | 1871 | 1875 | 1880 | 1885 | 1890 | 1895 |
| ---- | ---- | ---- | ---- | ---- | ---- | ---- | ---- | ---- |
| 760  | 777  | 748  | 717  | 724  | 742  | 678  | 649  | 617  |

| 1900 | 1905 | 1910 | 1921 | 1926 | 1931 | 1936 | 1946 | 1954 |
| ---- | ---- | ---- | ---- | ---- | ---- | ---- | ---- | ---- |
| 625  | 671  | 682  | 604  | 583  | 580  | 580  | 550  | 568  |

| 1962 | 1968 | 1975 | 1982 | 1990 | 1999 | 2005 | 2006 | 2010 |
| ---- | ---- | ---- | ---- | ---- | ---- | ---- | ---- | ---- |
| 600  | 602  | 617  | 659  | 642  | 719  | 829  | 845  | 811  |

| 2015 | 2020 | 2022 | - | - | - | - | - | - |
| ---- | ---- | ---- | - | - | - | - | - | - |
| 825  | 812  | 815  | - | - | - | - | - | - |

## Culture locale et patrimoine

### Lieux et monuments

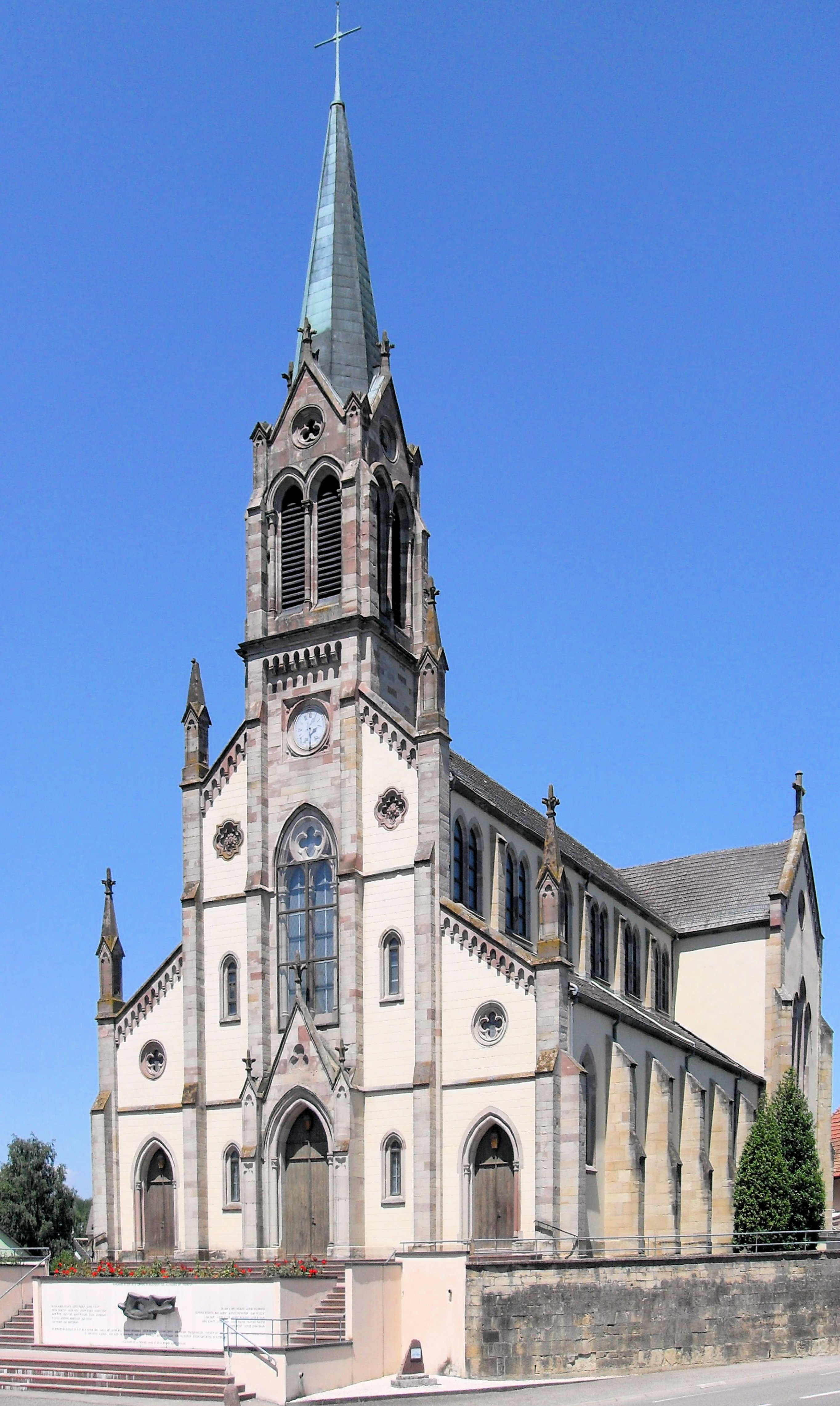
L'église Saint-Jean-l'Évangéliste.

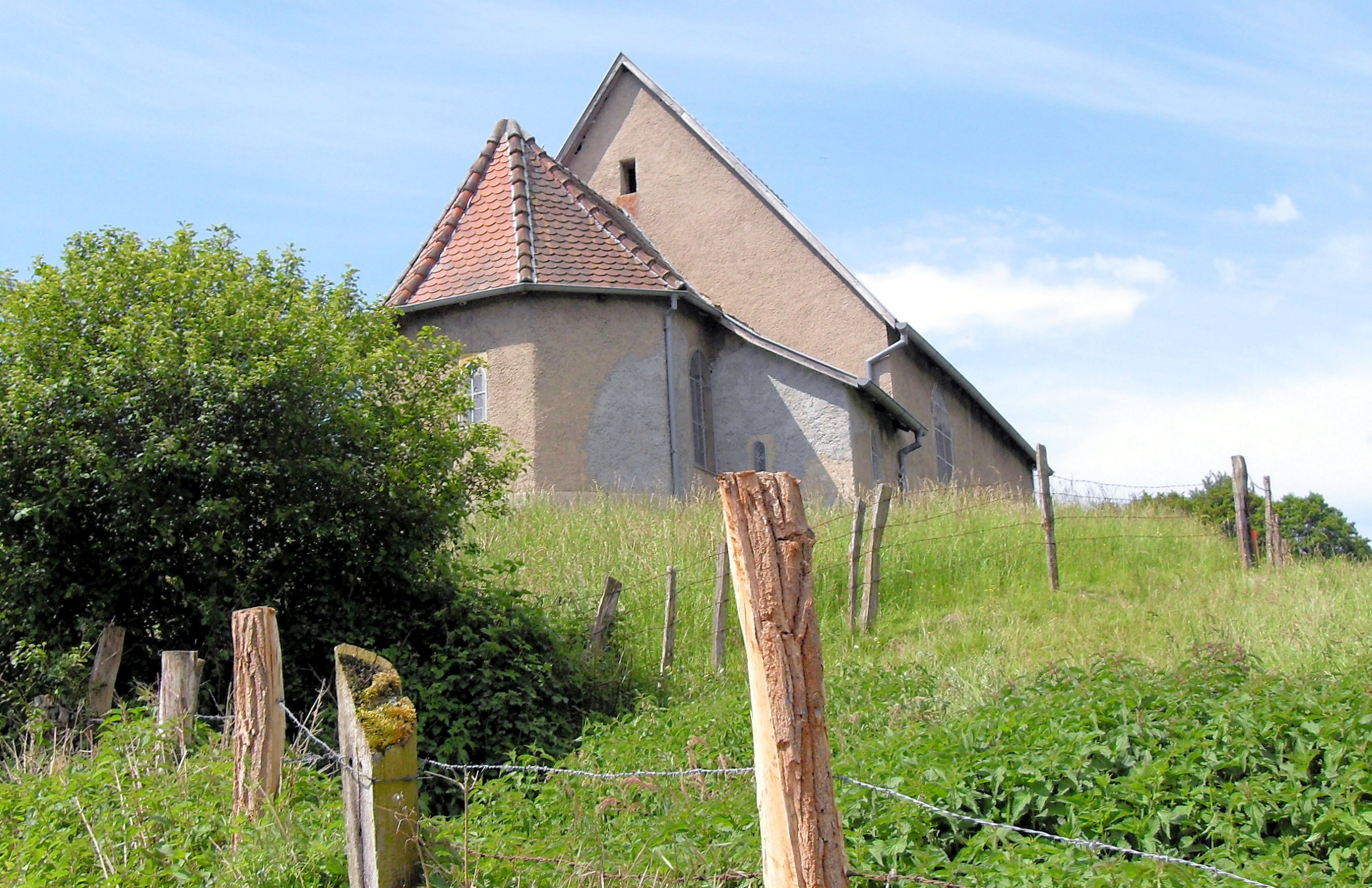
Chapelle Saint-Martin.

- L'église paroissiale Saint-Jean-l'Évangéliste[31], construite selon les plans de l’architecte Wilhelm Von Tugginer[32] (1878-1881)[33].
- La chapelle Saint-Martin[34]

La chapelle Saint-Martin, est le seul vestige du village de Mettersdorf dont le toponyme serait une altération de « Martinsdorf ».
Le vocable Saint-Martin plaiderait en faveur d’une telle hypothèse. Les éléments subsistants (notamment les remplages des fenêtres) permettent de proposer plusieurs périodes de construction : la fenêtre axiale pourrait être datée du XIVe siècle, les fenêtres de la nef du milieu du XVIe siècle, ainsi que l’encadrement de la porte. Toutefois, quelques éléments recueillis sur les lieux laisseraient supposer de l’existence d’une petite église en bois dès le haut Moyen Âge.
Elle fut reconstruite dans la première moitié du XVIIIe siècle et consacrée une nouvelle fois en 1747. Après la guerre de 1914-18, elle est restaurée en 1926, puis en 1951-1952.
- À noter également qu’il ne reste, hélas, rien de la maison de l’ermite citée au XVIIIe siècle.

Aujourd’hui, l’entretien et les travaux de préservation et mise en valeur sont pris en charge par l’association spécialement créée pour cela.
- Monuments funéraires du curé Jean Henri Brobèque[37],[38]  et de Véronique Lehner[39].
- Monuments commémoratifs[40].
- Trois maisons à pans de bois des années 1550[41],[42],[43],[44].

### Personnalités liées à la commune
- André Malraux a participé aux combats pour la libération du village à la fin de la Seconde Guerre mondiale. La rue principale du village porte son nom.

### Héraldique
| Blason de Ballersdorf | Les armes de Ballersdorf se blasonnent ainsi : « D'or à trois bandes d'azur, la première chargée de trois besants d'argent. » |